# Svoboda (Oekraïne)
Svoboda (Oekraïens, voluit: Всеукраїнське об’єднання "Свобода", Vseoekrajinske objednannja "Svoboda", "Al-Oekraïense Unie "Vrijheid""), ook wel "Vrijheidspartij" genoemd in Nederlandstalige media, is een Rechts tot extreemrechtse, nationalistische Oekraïense politieke partij, door sommigen ook gekenschetst als fascistisch of neonazistisch. Door de parlementsverkiezingen van 2012 kwam Svoboda terecht in de Verchovna Rada als vierde partij van het land met 37 zetels.
Tijdens de Oekraïense parlementsverkiezingen van 2014 had de partij nog 6 zetels in het parlement.

## Geschiedenis en karakter
Svoboda is berucht om haar xenofobe, homofobe, racistische en vooral antisemitische standpunten. De partij werd in 1991 opgericht als de Sociaal-Nationalistische Partij van Oekraïne en gebruikte de wolfsangel als symbool. Haar machtsbasis lag oorspronkelijk in de West-Oekraïense streek Galicië. Sinds de naamsverandering naar "Al-Oekraïense Unie "Vrijheid"" in 2004 wordt zij geleid door Oleh Tjahnybok, die de wolfsangel verving door de Tryzub ("Drietand", populair tijdens demonstraties voor Oekraïense onafhankelijkheid in de jaren '80) en de radicale neonazistische en racistische groeperingen uit de partij gooide om haar imago op te vijzelen. Ook in 2004 beweerde Tjahnybok dat Oekraïne werd bestuurd door een "Moskovisch-Joodse maffia". Svoboda-adviseur Joeri Mychaltsjysjyn richtte in 2005 een Joseph Goebbels Political Research Centre op, hetgeen later werd hernoemd met de naam Ernst Jünger. Ook schreef hij een boek en citeerde daarbij uit werken van nazikopstukken als Ernst Röhm, Gregor Strasser en Goebbels en verwees naar de Holocaust als een "periode van licht in de geschiedenis".
Zelf ontkent de partij beschuldigingen van buitenstaanders als zou zij "fascistisch" zijn en slaat een gematigder toon aan sinds zij in het parlement is vertegenwoordigd. Ook in tegenstelling tot de nog radicalere extreemrechtse partij Rechtse Sector is Svoboda voorstander van Europese integratie. De nationalistische achterban van Svoboda vormde een belangrijk onderdeel van de demonstranten tijdens Euromaidan (2013–2014) dat de pro-Russische president Viktor Janoekovytsj verdreef. Vanaf 27 februari 2014 maakte Svoboda deel uit van de overgangsregering van Arseni Jatsenjoek, waarvoor het vier van de twintig ministers leverde. Op 25 maart 2014 werd defensieminister Ihor Tenjoech van Svoboda vanwege zijn aanpak van de crisis rond de Krim vervangen door Mychajlo Koval, een partijloze minister; hierdoor kwam het aantal Svoboda-leden in de regering op drie. Op 12 november van datzelfde jaar trokken de resterende ministers zich terug uit de regering.
In de jaren die volgden kalfde de aanhang van Svoboda steeds verder af. Bij de parlementsverkiezingen van 2019 vormde de partij een gezamenlijke lijst met Rechtse Sector en twee andere groeperingen, maar deze bleef met 2,15% van de stemmen ruim onder de kiesdrempel en behaalde slechts één districtszetel. Wel was de partij in het westen van het land nog vertegenwoordigd in de lokale politiek.
Communistische Partij · Al-Oekraïense Unie "Vaderland" (Batkivsjtsjyna) · Platform voor Leven en Vrede · Al-Oekraïense Unie "Vrijheid" (Svoboda) · Holos · Dienaar van het Volk · Oekraïense Democratische Alliantie voor Hervorming (Oedar) · Partij van de Regio's · Radicale Partij · Uniepartij · Verenigd Centrum · Volkspartij · Rechtse Sector · Oppositieblok · Voor de Toekomst